# Mio zio Giacinto
Mio zio Giacinto, conosciuto anche come Pepote, è un film drammatico del 1956 diretto da Ladislao Vajda.

## Trama
Pepote è un bambino orfano di sette anni che vive con suo zio Giacinto in una baraccopoli alla periferia di Madrid. Quest'ultimo è un ex torero malandato rimasto senza lavoro, e ostinato a non spedire Pepote in un orfanotrofio. Fortunatamente, suo nipote lo adora e lo cura in qualche modo, ingegnandosi per combattere l'indigenza raccogliendo mozziconi di sigarette per vendere il tabacco rimasto.
Una mattina riceve una lettera con l'offerta a Giacinto di tornare a fare il torero quella stessa sera in una corrida comica per 1500 pesetas, una piccola fortuna per la Spagna del dopoguerra, però non hanno i 300 pesetas necessari per affittare un abito da torero e hanno meno di una giornata per ottenerlo. I due passano il resto della giornata cercando con ogni mezzo di ottenere quei soldi, anche se Jacinto aveva sempre cercato di tenere il nipote lontano dalla vita criminale. Ma la sua poca esperienza in fatto di truffe gli costa cara: tenta di vendere un orologio falso proprio a un poliziotto in borghese, per cui si ritrova alla stazione di polizia, dove poi sequestrano gli orologi fasulli al truffatore che ha venduto a Giacino il pezzo incriminato, mentre il Commissario richiede la custodia del bambino. Mentre sta calando la sera, Giacinto, disperato, si offre di scaricare il contenuto di un camion per raggranellare i soldi necessari, ma i sacchi sono pesanti e stramazza per la fatica appena è a metà dell'opera. Quando tutto sembra perduto Pepote, con il suo pianto misto a sorriso, riesce a ottenere in prestito gratuito dal sarto il vestito da torero tanto agognato.
Giacinto, accompagnato da Pepote e da un dipendente della sartoria, arriva alla Plaza de las Ventas con la speranza che questa sia un'opportunità per trionfare ancora come ai vecchi tempi e inorgoglire di fronte al nipote. Nonostante tutti i tentativi, arriva una pioggia battente a rovinare i suoi desideri di grandezza: torna all'esterno della Plaza assai deluso, anche al pensiero di vedere la delusione sul volto di Pepote. Ma il bambino non è riuscito a presenziare al fallimento di Giacinto, poiché era uscito dall'arena in anticipo, a causa del fuggi-fuggi generale. Quando Pepote chiede a Giacinto com'è andato il lavoro, costui mente dicendo che è andato tutto bene. Entrambi tornano a casa ridendo, mentre Jacinto racconta, inventando, i suoi presunti successi da toreador.

## Commento
È il secondo film per Pablito Calvo subito dopo il grande successo internazionale avuto con Marcellino pane e vino, sempre diretto dal regista ungherese; per questa interpretazione s'aggiudicò l'Orso d'oro speciale del pubblico al Festival internazionale del cinema di Berlino del 1956. In Italia il film ebbe il visto di censura n. 21.453 del 27 marzo 1956 per una lunghezza della pellicola di 2500 metri e ammessa a godere del contributo del 16% e venne proiettato col titolo Pepote il 31 marzo 1956. In Spagna, paese coproduttore, uscì pochi mesi dopo, il 13 settembre 1956. Negli Stati Uniti venne proiettato in prima a New York il 1º dicembre 1958 col titolo Uncle Hyacinth mentre in Germania venne presentato il 31 ottobre 1959 col titolo Mein freund Enrico. In Italia venne pubblicato dalla RCS Home video una videocassetta col film intitolata Mio zio Giacinto, ma a oggi non risulta sia stato ancora pubblicato in DVD.

## Altri tecnici
- Aiuto al montaggio: José Luis Matesanz
- Direttore di produzione: Federico Del Toro
- Segretaria di edizione: María Mercedes Otero
- Aiuto regista: Fernando Palacios
- Arredatore: José María Moreno
- Fonico: Alfonso Carvajal
- Microfonista: Jesús Moreno
- Fotografo di scena: Antonio Luengo

## Riconoscimenti
- Festival di Berlino 1956 - Orso d'oro speciale del pubblico a Pablito Calvo